# M2 (astronomia)
M 2 (noto anche come NGC 7089) è un ammasso globulare visibile nella costellazione dell'Aquario.

## Osservazione

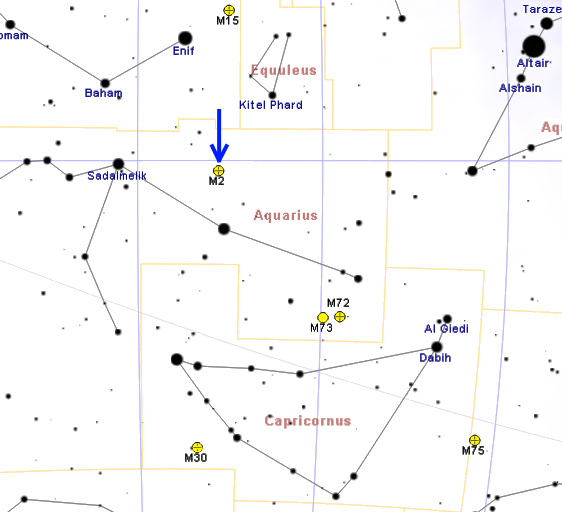
Mappa per individuare M2.

M2 si individua piuttosto facilmente, trovandosi vicino ad α e β Aquarii (Sadalmelik e Sadalsuud). È situato a 5 gradi a nord di β Aquarii, alla stessa declinazione di α Aquarii.
Data la sua magnitudine apparente, M2 è un oggetto difficile da osservare a occhio nudo, visibile solo in un cielo in condizioni ottimali, ma è un obiettivo semplice anche per ausili ottici minimi come binocoli da teatro, che mostrano una piccola stella avvolta da luce nebbiosa, in un campo privo di altre compagne. Con un telescopio da 8 pollici (circa 20 cm) si ottiene una parziale risoluzione delle stelle dell'ammasso; telescopi più grandi, da 10 pollici (circa 25 cm) in su, permettono una visione completa. Una particolare traccia scura interseca l'orlo di M2 a nord-est; telescopi da 16 pollici (circa 40 cm) in su mostrano molti altri vuoti e regioni più scure e meno prominenti.
M2 può essere osservato da tutte aree popolate della Terra, grazie al fatto che è situato estremamente vicino all'equatore celeste; non esiste pertanto un emisfero privilegiato per la sua osservazione e dalle coppie di latitudini simili dei due emisferi l'oggetto si presenta quasi alla stessa altezza nel cielo. Mentre dall'emisfero nord è un oggetto dei cieli estivi, dall'emisfero sud è caratteristico dei mesi invernali. Il periodo migliore per la sua osservazione nel cielo serale è quello compreso fra luglio e novembre.

## Storia delle osservazioni
Individuato per la prima volta da Giovanni Domenico Maraldi l'11 settembre 1746, mentre stava osservando la cometa di De Chéseaux, fu riscoperto più tardi in modo indipendente da Charles Messier, esattamente 14 anni dopo, l'11 settembre 1760. Messier lo descrisse nel suo catalogo come:"Nebulosa senza stelle nella testa dell'Aquario, il centro è brillante, e la luce che l'avvolge è rotonda; somiglia alla bella nebulosa che si trova tra la testa e l'arco del Sagittario, e si vede assai bene in un telescopio di due piedi, posta sul parallelo di (alpha) Aquarii" William Herschel fu il primo a risolvere la sua composizione stellare, paragonandolo a un pugno di sabbia finissima.

## Caratteristiche

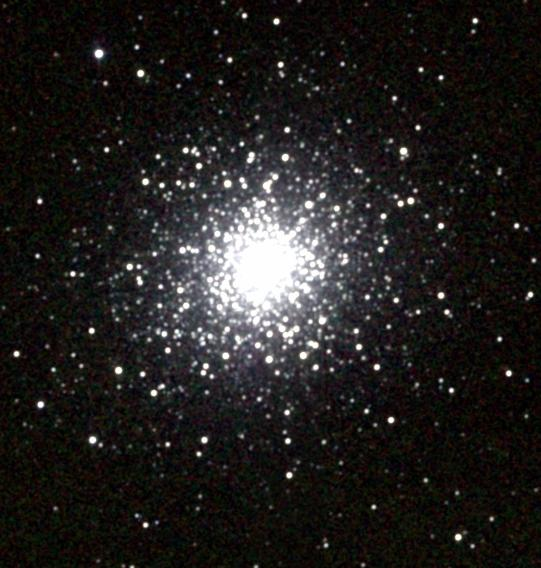
M2 risolto completamente.

M2 dista 37.500 anni luce dal Sole e circa 33.500 anni luce dal centro della Via Lattea. Ha un diametro pari a 175 anni luce e una notevole ellitticità (tipo E1); contiene all'incirca 150.000 stelle, ed è uno dei più ricchi e compatti ammassi globulari, come indicato dalla sua appartenenza alla seconda classe di densità (su una scala di dodici gradini).
M2 si estende visualmente per 6-8 minuti d'arco con un angolo di posizione di 135 gradi. Ha una magnitudine di 6,5 e con una regione centrale densa e brillante di circa 5'. Le normali fotografie mostrano un'estensione totale di circa 12,9', ma riprese più accurate rivelano un diametro di 16,0'. La magnitudine assoluta dell'ammasso è pari a -9,02, 500.000 volte più luminoso del Sole, che alla stessa distanza apparirebbe come una stella di magnitudine 20,7.
Come la maggior parte degli ammassi globulari, la parte centrale di M2 è molto compressa: il denso nucleo è largo soltanto 0,34' o 20", corrispondente a 3,7 anni luce. Metà della sua massa totale si raccoglie in soli 0,93' (56" o 10 anni luce linearmente). D'altra parte, il suo raggio di influenza gravitazionale è grande: 21,45', corrispondenti a un raggio di 233 anni luce, oltre il quale le sue stelle sfuggono a causa delle forze di marea della Via Lattea.
Le stelle più brillanti di M2 sono giganti rosse e gialle di magnitudine 13,1, mentre le sue stelle di braccio orizzontale hanno una luminosità apparente di 16,1. Il tipo spettrale nel suo complesso è F0, il suo indice di colore -0,06; fonti più recenti indicano un tipo spettrale F4 e B-V pari a 0,66.
Studiando il suo diagramma colore-magnitudine, Halton Arp (1962) stimò l'età di M2 in circa 13 miliardi di anni, all'incirca la stessa degli ammassi globulari M3 e M5.
Delle sue 21 variabili conosciute, le prime due sono state scoperte da Bailey nel 1895, e otto individuate prima del 1897. La maggior parte di esse appartiene alle cosiddette "variabili degli ammassi" o stelle di tipo "RR Lyrae", con un periodo minore di 24 ore. Tre delle ventuno sono Cefeidi classiche di tipo II (stelle W Virginis) di tredicesima magnitudine, con un periodo rispettivamente di 15,57, 17,55 e 19,30 giorni. Queste stelle sono state studiate da H. C. Arp (1955) e G. Wallerstein (1970). Una delle variabili più brillanti è una stella RV Tauri, scoperta nel 1897 dall'astrofilo francese A. Chèvremont, che si trova a nord del bordo orientale dell'ammasso; la sua magnitudine varia da un minimo di 14,0 a un massimo di 12,5 in un periodo di 69,09 giorni.

### Libri
- (EN) Stephen James O'Meara, Deep Sky Companions: The Messier Objects, Cambridge University Press, 1998, ISBN 0-521-55332-6.

### Carte celesti
- Toshimi Taki, Taki's 8.5 Magnitude Star Atlas, su geocities.jp, 2005. URL consultato il 7 novembre 2010 (archiviato dall'url originale il 5 novembre 2018). - Atlante celeste liberamente scaricabile in formato PDF.
- Tirion, Rappaport, Lovi, Uranometria 2000.0 - Volume II - The Southern Hemisphere to +6°, Richmond, Virginia, USA, Willmann-Bell, inc., 1987, ISBN 0-943396-15-8.
- Tirion, Sinnott, Sky Atlas 2000.0 - Second Edition, Cambridge, USA, Cambridge University Press, 1998, ISBN 0-933346-90-5.
- Tirion, The Cambridge Star Atlas 2000.0, 3ª ed., Cambridge, USA, Cambridge University Press, 2001, ISBN 0-521-80084-6.